# アームストルフ
アームストルフ（ドイツ語: Armstorf、低地ドイツ語: Armsdörp）は、ドイツ連邦共和国ニーダーザクセン州クックスハーフェン郡に属す町村（以下、本項では便宜上「町」と記述する）である。この町は、ザムトゲマインデ・ベルデ・ラムシュテットに属している。

## 地理

アームストルフの地区図。飛び地は描かれていない。

現在人口約 650人のアームストルフには、ドルンゾーデ、ランゲンモール地区がある。また、ホルンゼートをはさんで飛地がある。

## 歴史
アームストルフという地名は、「アーンの村」と解釈できるアーネスドルプに由来する。古い記録に書かれた Ismeresthorp maior（1111年 - 1116年）がアームストルフの事であるかどうかは議論の余地がある。この頃、この地には7つの農場があった。それはこの町の紋章に7つの菱形図形で表現されている。土地を耕作できるようにするために、木が伐採され、茂みは焼かれた。その後馬の力を借りて犂入れされ、最終的に農業に利用できるようになった。
かつて農場には、1つの屋根の下、広い土間に何世代もの家族が住んでいた。家畜もお互いに温め合うためにこの中に入れられた。食料は自ら耕作したジャガイモ、穀物、カブ、野菜、果実、集めた木の実が確認されている。
燃料は木材と、湿地で採集した泥炭であった。医療はこの時代には極めて貧弱で、病人が出た場合家族全員が死亡することがあった。医師不足のため、理髪師や他の職業の人が歯科医として働いていた可能性がある。
ブレーメン＝フェルデン公領の時代にはアームストルフはベルデ・ラムシュテットおよびヴァールシュターデ裁判区に属していたが、ナポレオン時代にはヴェストファーレン王国のブレーマーフェルデ小郡に属した。1852年から1859年まではアムト・ブレーマーフェルデ、1859年から1885年までラントドロスタイ・シュターデ（1866年まではハノーファー王国、その後はプロイセン王国）のアムト・オーステンに属した。1885年から1932年まではプロイセンのノイハウス・アン・デア・オーステ郡、1932年から1977年まではハーデルン郡に含まれた。1969年1月1日からアームストルフはザムトゲマインデ・ベルデ・ラムシュテットの一員となった。ここでは20以上の農家が農業を営んでいる。この町はファウストボールでの数多くの成功で知られている。

### 町村合併
1972年7月1日、ドルンゾーデ、ランゲンモールがアームストルフに合併した。

## 住民

### 人口推移
1824年にアームストルフには 37戸があった。1848年には60戸に305人が住んでいた。1910年の人口は422人であった。1925年から2017年までに人口は、425人（1925年）から477人（2017年）までの間で変動した。重要な収入源は現在も畜産である。

## 行政

### 議会
アームストルフの町議会は、9人の議員で構成されている。これは人口 501人から1000人のザムトゲマインデに属す町村の議員定数である。9人の議員は5年ごとに住民の選挙で選出される。

### 首長
町議会は、議員のハイノ・クリントヴォルト (Wählergemeinschaft Armstorf) を任期中の名誉職の町長に選出した。

### 紋章
図柄: 青地、銀の波帯で上下二分割。上部は7つの金色の菱形図形（4:3に配置）。下部は吹き口を向かって左に向けて置いた金色の角笛。
解説: 波帯は、その近くに集落が造られた古い村の濠を表している。元々7つの集落があったことが、菱形図形で表現されている。角笛は、現存する歴史的な村の角笛を描いたものである。

### 姉妹自治体
- アームストルフ (ザンクト・ヴォルフガング（ドイツ語版、英語版）)（ドイツ、バイエルン州）[14]

## 文化と見所

### 年中行事
- アームストルフのメイポール立て
- 聖霊降臨祭のクリーガーフェスト
- アームストルフのスポーツ週間、6月
- 射撃祭、7月

### スポーツ
1923年に設立されたスポーツクラブ SV アームストルフは、主にファウストボールと卓球に注力している。男子ファウストボールチームは、ニーダーザクセンリーガに参加している。射撃競技は、1927年に創設されたアームストルフ射撃クラブで行われている。

## 人物

### ゆかりの人物
- シュテファン・アウスト（ドイツ語版、英語版）（1946年 - ）ジャーナリスト、作家。アームストルフでハーバー種（ドイツ語版、英語版）の馬牧場を経営している。

## 関連文献
- Udo Theuerkauf (1997). Samtgemeinde Börde Lamstedt. ed. Kleine Heimatkunde der Börde Lamstedt. Lamstedt

この文献は、翻訳元であるドイツ語版の参考文献として挙げられていたものであり、日本語版作成に際し直接参照してはおりません。